# Raul Mihai Popa
Raul Mihai Popa (* 9. November 1997) ist ein rumänischer Skilangläufer.

## Werdegang
Popa trat international erstmals beim Europäischen Olympischen Winter-Jugendfestival 2015 in Steg in Erscheinung. Dort belegte er den 52. Platz im Sprint, den 47. Rang über 10 km klassisch und den 30. Platz über 7,5 km Freistil. Im folgenden Jahr startete er in Gerede erstmals im Balkancup und errang dabei den 14. Platz über 5 km klassisch und den neunten Platz über 10 km Freistil und kam bei den Nordischen Junioren-Skiweltmeisterschaften in Râșnov auf den 55. Platz über 15 km Freistil, auf den 32. Rang im Sprint und auf den 16. Platz mit der Staffel. In der Saison 2016/17 lief er bei den Nordischen Junioren-Skiweltmeisterschaften 2017 in Soldier Hollow auf den 52. Platz im Sprint, auf den 35. Rang im Skiathlon und auf den 15. Platz über 10 km Freistil und bei den nordischen Skiweltmeisterschaften 2017 in Lahti auf den 67. Platz über 15 km klassisch, auf den 61. Rang im Sprint und auf den 15. Platz mit der Staffel. In der folgenden Saison holte er in Bansko über 10 km Freistil seinen ersten Sieg im Balkancup und erreichte zum Saisonende den 11. Platz in der Gesamtwertung. Zudem errang er bei den U23-Weltmeisterschaften 2018 in Goms den 57. Platz im Sprint und den 53. Platz über 15 km klassisch. Zu Beginn der Saison 2018/19 gab er in Davos sein Debüt im Weltcup und belegte dabei den 85. Platz über 15 km Freistil und den 84. Rang im Sprint. Im weiteren Saisonverlauf lief er U23-Weltmeisterschaften 2019 in Lahti auf den 58. Platz im Sprint, auf den 55. Rang im 30-km-Massenstartrennen und auf den 54. Platz über 15 km Freistil und bei den nordischen Skiweltmeisterschaften 2019 in Seefeld in Tirol auf den 78. Platz über 15 km klassisch, auf den 74. Rang im Sprint und auf den 19. Platz zusammen mit Petrică Hogiu im Teamsprint. Im folgenden Jahr errang er bei den U23-Weltmeisterschaften in Oberwiesenthal den 47. Platz im Sprint und erreichte mit drei Top-Zehn-Platzierungen, den 11. Platz in der Gesamtwertung des Balkancups.
In der Saison 2020/21 errang Popa mit zwei fünften Plätzen, den neunten Platz in der Gesamtwertung des Slavic-Cups und mit vier dritten Plätzen und je einen zweiten und ersten Platz, den vierten Platz in der Gesamtwertung des Balkancups. Beim Saisonhöhepunkt, den nordischen Skiweltmeisterschaften 2021 in Oberstdorf, belegte er den 95. Platz über 15 km Freistil, den 72. Rang im Sprint und den 25. Platz zusammen mit Petrică Hogiu im Teamsprint. In der folgenden Saison erreichte er mit drei zweiten und zwei dritten Plätzen den fünften Platz in der Gesamtwertung des Balkan-Cups. Bei den Olympischen Winterspielen 2022 in Peking belegte er den 64. Platz über 15 km klassisch, den 47. Rang im Sprint und zusammen mit Paul Constantin Pepene den 18. Platz im Teamsprint.

## Siege bei Continental-Cup-Rennen
| Nr. | Datum           | Ort        | Disziplin       | Serie      |
| --- | --------------- | ---------- | --------------- | ---------- |
| 1.  | 18. März 2018   | Bansko     | 10 km Freistil  | Balkan-Cup |
| 2.  | 17. Januar 2021 | Ravna Gora | Sprint Freistil | Balkan-Cup |

## Teilnahmen an Weltmeisterschaften und Olympischen Winterspielen

### Olympische Spiele
- 2022 Peking: 18. Platz Teamsprint klassisch, 47. Platz Sprint Freistil, 64. Platz 15 km klassisch

### Nordische Skiweltmeisterschaften
- 2017 Lahti: 14. Platz Staffel, 61. Platz Sprint Freistil, 67. Platz 15 km klassisch
- 2019 Seefeld in Tirol: 18. Platz Teamsprint klassisch, 74. Platz Sprint Freistil, 78. Platz 15 km klassisch
- 2021 Oberstdorf: 25. Platz Teamsprint Freistil, 72. Platz Sprint klassisch, 95. Platz 15 km Freistil
- 2023 Planica: 19. Platz Teamsprint Freistil, 52. Platz 15 km Freistil, 54. Platz Sprint klassisch